# Mehmet Tahsini
Mehmet Tahsini (ur. 1864 w Gjirokastrze, zm. ?) – osmański nauczyciel i kajmakam narodowości albańskiej.

## Życiorys
Pracował jako nauczyciel historii w Edirne. Po 1895 roku pełnił funkcję kajmakama w jednym z wilajetów położonych na terenie wschodniej Anatolii.